# Neodon sikimensis
Neodon sikimensis és una espècie de mamífer rosegador de la família dels cricètids. Viu a Bhutan, la Xina, l'Índia i el Nepal. Es tracta d'un animal diürn, excavador i gregari. Els seus hàbitats naturals són els prats alpins i la vegetació espessa situada a les vores dels boscos de coníferes i rododendres. Està amenaçat per la tala d'arbres a petita escala, espècies introduïdes i la depredació per gossos i gats domèstics. El seu nom específic, sikimensis, significa ‘de Sikkim’ en llatí.